# 魯多維奇的高盧人
《魯多維奇的高盧人》（英語：Ludovisi Gaul），有時稱為《自殺的高盧人》、《自殺的加拉太人》，是一座古羅馬雕像，描繪了一名高盧男子一邊撐著妻子垂死的身體，一邊將劍插入胸前。該雕像是現已失落的希臘青銅原件的大理石複製品。魯多維奇的高盧人今位於羅馬國家博物館的阿爾騰普斯宮。這座雕像在那個時代顯得相當獨特，因為當時描繪的對象通常是勝利者，但《魯多維奇的高盧人》所描繪的卻是戰敗者。

## 描述
這座雕塑描繪了一名高盧人男子或加拉太凱爾特人，他剛剛殺死了自己的妻子，一手撐起她毫無生氣的身軀，另一隻手持著長劍，試圖自殺。
該雕塑因其戲劇性的特徵而被認為是希臘化藝術的典範之作。人物的姿勢誇張，身體以各種方式扭曲。肢體均朝不同方向展開，給人一種角色甦醒過來的感覺。這座雕像在很多方面都很引人注目，代表了所謂的希臘化巴洛克藝術。希臘化雕塑在作品中運用了三個主要特徵而創造了更為生動的美感，包括富有表現力的動作、逼真的解剖結構和華麗的細節。
從男人的手臂如何以迂回纏繞的動作伸進女人的手臂可看出身體的流暢運動。
當從正面看這個雕像時，只能看到男人的側臉。如果觀眾移到雕像的一側就可以看到他的臉，但再也看不到長劍。男人移開視線，彷彿為自己的失敗感到羞愧。劍與胸口相接的地方有血正在往下滴。戲劇性的身體姿勢和展開的四肢普遍存於希臘化藝術中。

## 歷史

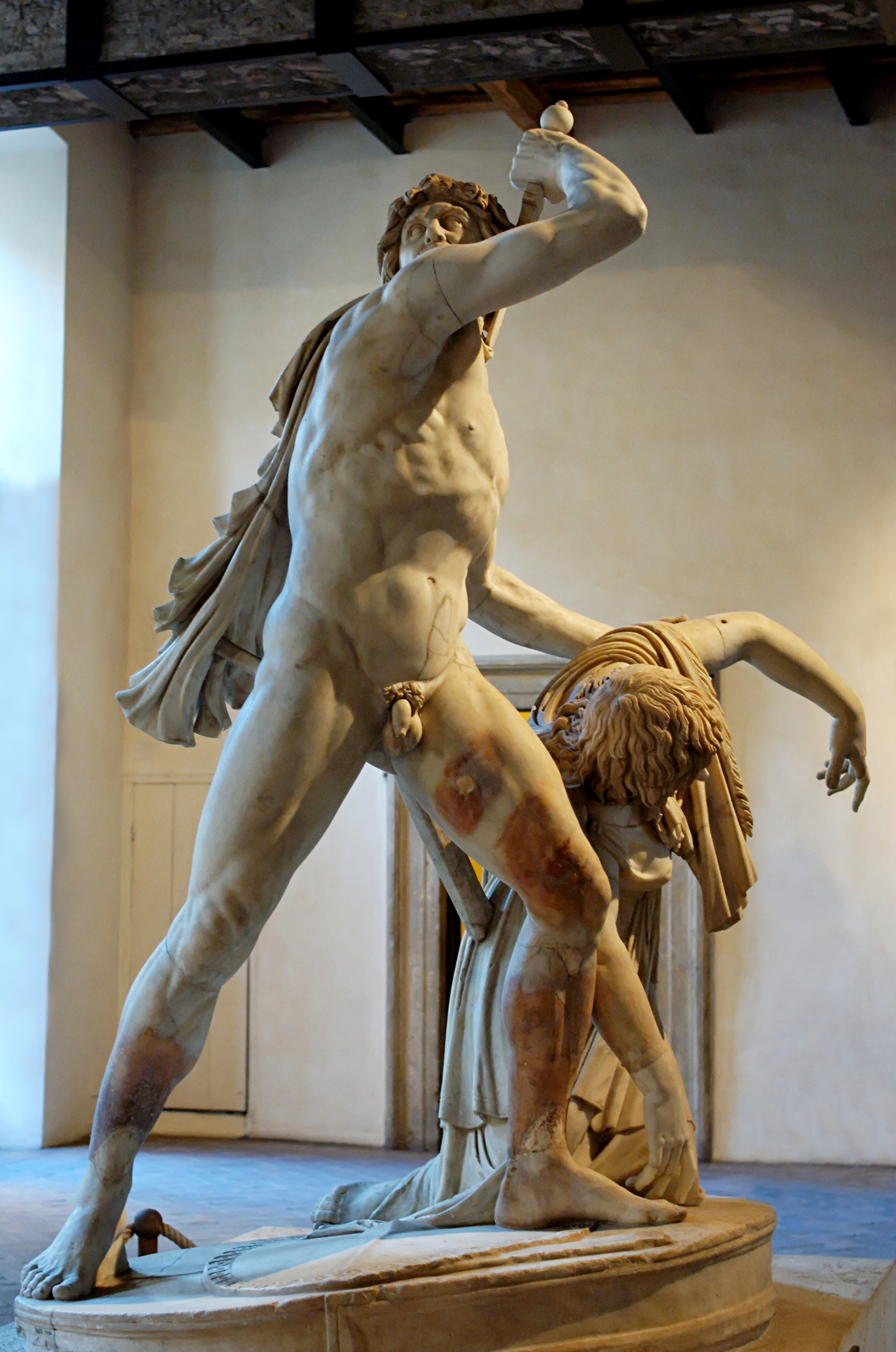

《魯多維奇的高盧人》是公元二世纪初的羅馬複製品，原作是約公元前230-20年希臘化時代的青銅器，可能是由別迦摩的阿塔羅斯一世委製，慶祝他戰勝加拉太人、安納托利亞部分地區的凱爾特人或高盧人。據信，別迦摩的阿塔羅斯王朝的宮廷雕塑家伊皮戈努斯（Epigonus）是這些作品的最初雕刻家。屬於同一件委製案的其他羅馬大理石複製品包括同樣著名的《垂死的高盧人》和不太出名的《跪下的高盧人》 。這些雕塑據信是為了和其他雕塑一起展示，打造成一個紀念區。這組雕像據說是在別迦摩展出的，別迦摩曾是希臘希臘化世界的一個重要首都（可追溯到公元前323年至31年），現在靠近現代土耳其的海岸。

### 纪念碑底座
關於原件放置在別迦摩何處的爭論始於二十世紀中葉。馬西米利亞諾·帕皮尼（Massimiliano Papini）認為，這些雕像以《魯多維奇的高盧人》為中心被放置在一個圓形基座上。其他人則認為這些雕塑排列在一個矩形基座上，但由於考古證據不足且模糊，這兩種論點都站不住腳。在《別迦摩和古代世界的希臘王國》一書中，藝術史學家經常提出這樣的問題：當遊客在公元前三世紀和二世紀進入雅典娜聖殿時，這些雕塑和它們的舞台會如何被感知和解釋，以及我們在現代如何看待它們？
至今仍受到青睞的理論認為，這些比實際真人大小還要大的雕像是被放置在伊皮戈努斯建造的矩形基座上。據估計，紀念碑基座上約有十八尊雕像，但不幸的是，如今僅存兩尊雕像。羅馬帕拉丁山博物館現存有《垂死的波斯人》 （页面存档备份，存于）和《垂死的蠻族婦女》的頭部碎片，可能也是該雕塑群的一部分。
圓形基座在當時很罕見，不過在米利都有個圓形基座的例子，是用於支撐一尊鍍金雕像，該雕像是獻給公元前167-166年統治者歐邁尼斯二世。

### 出處
《魯多維奇的高盧人》遺失多年後，於17世紀初對魯多維奇別墅的挖掘過程中與《垂死的高盧人》一同重見天日，多年後又因別墅重新開發而發現了更多文物，如魯多維奇寶座浮雕。该雕塑群在1623年2月2日的魯多維奇家族盤點中首次亮相，這些可能是此前不久在羅馬魯多維奇別墅的庭院中發現的。該區域在古典時期曾是薩盧斯特花園（以前為凱撒大帝所有）的一部分，在19世紀被證實是大量的古羅馬（和一些古希臘）雕塑的來源。在該地區被重建之前，魯多維奇別墅的最後發現之一是魯多維奇寶座浮雕。
這座雕塑現藏於羅馬國家博物館的阿爾騰普斯宮，自17世紀以來一直備受推崇，收錄在弗朗索瓦‧佩里耶（Francois Perrier）的古羅馬雕塑目錄的版畫中，並被熱拉爾·奧德朗（Gérard Audran）編為用於定義人體精細比例的古代典範雕塑之一。尼古拉·普桑在他的《薩賓婦女的強姦》（Rape of the Sabine Women）畫面右前景改編了這組人物，該畫作現藏於大都會藝術博物館。參觀者和旅遊指南的作者也從羅馬歷史中找到了許多主題來解釋這一行為：1633年的魯多維奇目錄將其列為「某個馬里烏斯殺死了女兒並自裁」，這借鑒了某個貴族塞克斯圖斯·馬里烏斯（Sextus Marius）的故事，他被指控與他的女兒亂倫，正試圖保護他的女兒免受提比略的淫威。
喬瓦尼·弗朗西斯科·蘇西尼（Giovanni Francesco Susini）參考該雕像製作了小型青銅製品。弗朗索瓦·萊斯平戈拉（François Lespingola）也為路易十四製作了大理石複製品，現在仍可以在凡爾賽宮綠地毯（Tapis vert）的入口處看到它與《拉奥孔》的配對，為複製做準備的石膏至今仍被保留在羅馬的法蘭西學院。魯多維奇的繼承人禁止進一步鑄型，但在1816-19年，路易吉·邦帕尼·魯多維奇親王（Prince Luigi Boncompagni Ludovisi）將石膏模型送給攝政王、托斯卡納大公、梅特涅親王以及維也納會議的外交官威廉·馮·洪堡。

## 主题
勝利紀念雕像通常展示的是耀武揚威，但在這件作品中，我們看到的是對失敗者富有同情心的肖像描繪。據信，這名男子代表一位酋長，他正在殺死自己和他的妻子，以免他們被俘虜。高盧人通常會帶著他們的妻子一起參戰。由於他濃密的捲發和鬍鬚，可以看出他是高盧人。

### 凱爾特人的歷史
凱爾特人（羅馬人稱其為加拉太人或高盧人，來自中歐南部和東部）的擴張在西元前三世紀暫緩。他们在巴爾幹地區的的擴張在西元前279年冬天遭遇到希臘聯盟而停滯。希臘人將入侵者視為試圖攻擊希臘自由的蠻族。高盧首領布蘭諾斯與其軍隊在溫泉關的戰役中成功擊敗希臘人後，很有可能會奪取德爾菲阿波羅神廟的聖殿，卻在德爾菲因一場大雷雨而被驅離，這場大雷雨被相信是超自然和神秘的事件，人們相信是阿波羅在阿提米絲和雅典娜的幫助下創造的。此次事件之後，希臘人以從戰鬥中獲得的高盧盾牌裝飾了德爾菲，並建造了紀念碑和眾神的雕像來紀念勝利。希臘人相信高盧人史無前例的暴行不應被遺忘，在德爾菲附近卡利恩遭殺害的婦女和兒童應被銘記和致敬。
這兩座雕像（《魯多維奇的高盧人》、《垂死的高盧人》）被發現時，先是被認為描繪角鬥士，直到十九世纪才與老普林尼的作品聯系起來，老普林尼在作品中曾慶祝別迦摩戰勝小亞細亞高盧人，於是這些雕像被重新解釋為凱爾特戰士。

## 註記
1. 1 2 3 4 5  . smarthistory.org.   [2021-11-08]. （原始内容存档于2022-05-24）.
2. ↑  , Wikipedia, 2021-10-07  [2021-11-08] （英语）
3. 1 2 3 4 5 6 7 8 9  A.), Picón, Carlos A. Hemingway, Seán (Seán. . ISBN 978-1-58839-587-0. OCLC 958225283.
4. ↑  Liverani 1995; Paolo Liverani in Lisippo 1995, p.201, no.4.29.4
5. ↑  Inan 1975, pp.83-85, no. 28, on Side torso and other suggested replicas. See also Stewart 1978, pp. 169-70 and n.40; Weber 1996
6. 1 2  Haskell, Francis; Penny, Nicholas. .  7. print. New Haven: Yale Univ. Press. 2010: p.284. ISBN 978-0-300-02913-0.
7. ↑  François Perrier, Segmenta nobilium signorum et statuarum que temporis dentem invidium evase, 1638, pl. 32.
8. ↑  Gérard Audran, Les proportions du corps humain mesurées sur les belles figures de l'Antiquité, 1683, pls 8 and 9.
9. ↑  "un certo mario ch'ammazza sua figlia e se stesso" (quoted Haskell and Penny 282).